# Romana, Argeș
Romana (până în 1964, Șetrari) este un sat în comuna Uda din județul Argeș, Muntenia, România.